# Zandt (Lichtenau)
Zandt (fränkisch ebenfalls Tsant) ist ein Gemeindeteil des Marktes Lichtenau im Landkreis Ansbach (Mittelfranken, Bayern). Zandt liegt in der Gemarkung Unterrottmannsdorf.

## Geografie
Nördlich des Dorfs fließen das Rosenbächlein und das Roßbächlein, beides linke Zuflüsse des Zandtbachs. 0,5 km nordwestlich befindet sich die bewaldete Anhöhe Beckenhänge (473 m ü. NHN). Gemeindeverbindungsstraßen führen nach Großbreitenbronn zur Kreisstraße AN 58, zur Kreisstraße AN 1 0,5 km westlich von Oberrammersdorf und zur Kreisstraße AN 14 0,5 km westlich von Unterrottmannsdorf.

## Geschichte
Der Ort wurde im Würzburger Lehenbuch von 1303 als „Zante“ erstmals urkundlich erwähnt. Der Ortsname bedeutet Siedlung in der Nähe einer zahnförmigen Erhebung. Diese Erhebung befindet sich am Zusammenfluss des Zandtbaches und des Fischbaches. Die beiden Güter, von denen in einer Schenkungsurkunde aus dem Jahr 1289 die Rede ist, gehörten wahrscheinlich zu Zandt. Die Witwe Wolframs von Dornberg vermachte diese dem Kloster Heilsbronn. 1374 schenkte Hans von Seckendorff „um seiner Seelen willen 15 Mtz. Korn auf seinem Hof zu Zandt dem Kloster.“ Kunigunda von Gredingen schenkte dem Kloster 30 Talente zum Ankauf von Gefällen in Zandt. Insgesamt erwarb das Kloster drei Anwesen, die im Dreißigjährigen Krieg verödeten.
Im Salbuch des nürnbergischen Pflegamtes Lichtenau von 1515 wurden für Zandt mit der Zandtmühle 14 Untertansfamilien angegeben: 7 Untertanen unterstanden der Reichsstadt Nürnberg, 2 Untertanen dem Kloster Heilsbronn, 3 Untertanen dem Hofkastenamt Ansbach, 1 Untertan Albrecht Linck zu Schwabach und 1 Anwesen dem Priester zu Amberg.
Im 16-Punkte-Bericht des heilsbronnischen Vogtamts Merkendorf aus dem Jahr 1616 wurde für Zandt 1 Hof angegeben, der dem Verwalteramt Merkendorf unterstand. Die anderen Grundherren wurden nicht aufgeführt.
Im Salbuch des Fürstentums Ansbach von 1684 wurden für Zandt 11 Mannschaften verzeichnet: 2 Anwesen unterstanden dem Hofkastenamt Ansbach, 2 Anwesen dem Stiftsamt Ansbach, 2 Anwesen dem Verwalteramt Merkendorf, 6 Anwesen der Reichsstadt Nürnberg und 1 Anwesen dem Stadtvogteiamt Eschenbach. Das Hochgericht und die Dorf- und Gemeindeherrschaft übte das Pflegamt Lichtenau aus.
Laut der Amtsbeschreibung des Pflegamtes Lichtenau aus dem Jahr 1748 gab es in Zandt mit Mühle 13 Untertansfamilien, von denen 7 zur Hauptmannschaft Sachsen gehörten.
Gegen Ende des 18. Jahrhunderts gab es in Zandt und der Zandtmühle 14 Anwesen. Das Hochgericht und die Dorf- und Gemeindeherrschaft übte das Pflegamt Lichtenau aus. Grundherren waren die Reichsstadt Nürnberg (Landesalmosenamt: 1 Hof, 1 Dreiviertelhof, 2 Halbhöfe, 1 Gut, 1 Wirtschaft; Pflegamt Lichtenau: 1 Söldengut), das Fürstentum Ansbach (Verwalteramt Merkendorf: 1 Hof, 2 Halbhöfe, 1 Söldengütlein; Hofkastenamt Ansbach: 1 Gut), der Ansbacher Eigenherr von Förster (1 Mühle) und die Pfarr- und Pfründestiftung Eschenbach (1 Gut). Neben den Anwesen gab es noch kommunale Gebäude (Hirtenhaus, Schulhaus).
Im Rahmen des Gemeindeedikts wurde Zandt dem 1808 gebildeten Steuerdistrikt Sachsen und der 1810 gegründeten Ruralgemeinde Sachsen zugeordnet. Mit dem Zweiten Gemeindeedikt (1818) wurde Zandt in die neu gebildete Ruralgemeinde Unterrottmannsdorf umgemeindet. Diese wurde am 1. Januar 1972 im Zuge der Gebietsreform in Bayern in den Markt Lichtenau eingegliedert.

### Baudenkmal
- Fraischstein wohl des 18. Jahrhunderts an der Flurgrenze gegen Großbreitenbronn.[15]

### Einwohnerentwicklung
| Jahr      | 001818 | 001840 | 001861 | 001871 | 001885 | 001900 | 001925 | 001950 | 001961 | 001970 | 001987 |
| Einwohner | 98     | 117    | 101    | 125    | 128    | 124    | 117    | 161    | 103    | 85     | 93     |
| Häuser    | 19     | 20     |        |        | 25     | 24     | 23     | 22     | 23     |        | 22     |
| Quelle    | [ 17 ] | [ 18 ] | [ 19 ] | [ 20 ] | [ 21 ] | [ 22 ] | [ 23 ] | [ 24 ] | [ 25 ] | [ 26 ] | [ 1 ]  |

## Religion
Der Ort ist seit der Reformation evangelisch-lutherisch geprägt und nach St. Alban (Sachsen bei Ansbach) gepfarrt. Die Einwohner römisch-katholischer Konfession sind nach St. Johannes (Lichtenau) gepfarrt.